# 富尔基
富尔基（Furki）是高加索地区印古什-切禅族神话中谢拉（Zerah）的妻子，奉命看守库柳科。为此，她在山巅的雪地上划出一道魔圈，作为禁区界限。任何凡人越过此圈一步，都会被她立刻扔进无底深渊。

## 相关传说
谢拉（Zerah），亦名谢利，斯捷拉雷电之神，天神耶勒塔（Elta）、谢拉·萨塔之父，富尔基之夫。他有几个皮囊，内贮各种自然元素，一个可放出风雪，另一个可放出严寒等等。虹是他挂在天上的弓，闪电是他放出的的箭。他性情暴戾。耶勒塔因不听从他的训诫，被他戳瞎了一只眼睛；文化英雄库柳科(Kuryuko)，为了人类盗走了他的羊、水和植物，普哈尔玛特（Pkharmat）为救奥尔斯特霍伊纳尔特姑娘资取了火，他们为此都受到他的惩罚。在晚期神话传说中，谢拉已非万能。奥尔斯特霍伊纳尔特人的首领谢斯卡·索勒萨（Seska Solsa）同他决斗，竞折断了他的一根肋骨。每年都向他敬献牲品的戈尔扎伊祈求得到他的保护，但其羊群仍不免被奥尔斯特霍伊纳尔特人劫走，谢拉对此也无可奈何。在印古什人的民间日历上，春季的一个月份叫“谢利-布特”（意为“谢拉的月份”），在这个月份里要在谢拉的圣地举行献祭仪式；在祈祷歌词里人们请求他普降甘霖和保佑丰收。